# 西海大橋
西海大橋（さいかいおおはし、ソヘおおはし、ハングル:서해대교（ソヘデギョ））は大韓民国・韓国道路公社の西海岸高速道路のうち、忠清南道唐津市松嶽邑と京畿道平沢市浦升邑を繋ぐ橋梁。

## 概要
1993年11月に着工し、2000年11月10日に開通した。牙山湾を跨ぐ全長7,310メートルの道路橋で、斜張橋主塔の高さは180メートル。幅31.4メートルの床板に上下6車線の道路が作られている。建設費用は6,777億ウォン（約609億円）。交通量は上下で1日平均95,600台（2015年時点）。